# Withania japonica
Withania japonica là loài thực vật có hoa trong họ Cà. Loài này được (Franch. & Sav.) Hunz. miêu tả khoa học đầu tiên năm 1995.